# Minzac (Charente)
Mainzac és un municipi francès situat al departament del Charente i a la regió de la Nova Aquitània. L'any 2007 tenia 111 habitants.

## Demografia

### Població
El 2007 la població de fet de Mainzac era de 111 persones. Hi havia 52 famílies de les quals 16 eren unipersonals (8 homes vivint sols i 8 dones vivint soles), 24 parelles sense fills i 12 parelles amb fills.
La població ha evolucionat segons el següent gràfic:
Habitants censats

### Habitatges
El 2007 hi havia 66 habitatges, 51 eren l'habitatge principal de la família, 11 eren segones residències i 4 estaven desocupats. 63 eren cases i 1 era un apartament. Dels 51 habitatges principals, 43 estaven ocupats pels seus propietaris, 3 estaven llogats i ocupats pels llogaters i 5 estaven cedits a títol gratuït; 3 tenien una cambra, 2 en tenien dues, 5 en tenien tres, 11 en tenien quatre i 30 en tenien cinc o més. 38 habitatges disposaven pel capbaix d'una plaça de pàrquing. A 19 habitatges hi havia un automòbil i a 23 n'hi havia dos o més.

### Piràmide de població
La piràmide de població per edats i sexe el 2009 era:
| Homes | Edats   | Dones |
| ----- | ------- | ----- |
| 0     | 95 o +  | 0     |
| 0     | 90 a 94 | 0     |
| 0     | 85 a 89 | 0     |
| 0     | 80 a 84 | 8     |
| 0     | 75 a 79 | 4     |
| 8     | 70 a 74 | 8     |
| 4     | 65 a 69 | 8     |
| 4     | 60 a 64 | 0     |
| 8     | 55 a 59 | 4     |
| 0     | 50 a 54 | 0     |
| 4     | 45 a 49 | 4     |
| 4     | 40 a 44 | 8     |
| 0     | 35 a 39 | 4     |
| 0     | 30 a 34 | 0     |
| 0     | 25 a 29 | 0     |
| 4     | 20 a 24 | 0     |
| 4     | 15 a 19 | 4     |
| 4     | 10 a 14 | 0     |
| 0     | 5 a 9   | 0     |
| 0     | 0 a 4   | 0     |

## Economia
El 2007 la població en edat de treballar era de 63 persones, 51 eren actives i 12 eren inactives. De les 51 persones actives 46 estaven ocupades (25 homes i 21 dones) i 5 estaven aturades (4 homes i 1 dona). De les 12 persones inactives 5 estaven jubilades, 1 estava estudiant i 6 estaven classificades com a «altres inactius».

### Ingressos
El 2009 a Mainzac hi havia 49 unitats fiscals que integraven 102 persones, la mediana anual d'ingressos fiscals per persona era de 13.472 €.

### Activitats econòmiques
Dels 7 establiments que hi havia el 2007, 3 eren d'empreses de construcció, 2 d'empreses de comerç i reparació d'automòbils, 1 d'una empresa d'hostatgeria i restauració i 1 d'una empresa classificada com a «altres activitats de serveis».
Dels 3 establiments de servei als particulars que hi havia el 2009, 1 era un paleta i 2 guixaires pintors.
L'any 2000 a Mainzac hi havia 11 explotacions agrícoles que ocupaven un total de 384 hectàrees.

## Poblacions més properes
El següent diagrama mostra les poblacions més properes.